# Ethylthioacetat
Ethylthioacetat (genauer S-Ethylthioacetat, auch Thioessigsäure-S-ethylester) ist ein Thiolester, der sich formal von Thioessig-S-säure und Ethanol beziehungsweise Essigsäure und Ethanthiol ableitet.

## Vorkommen

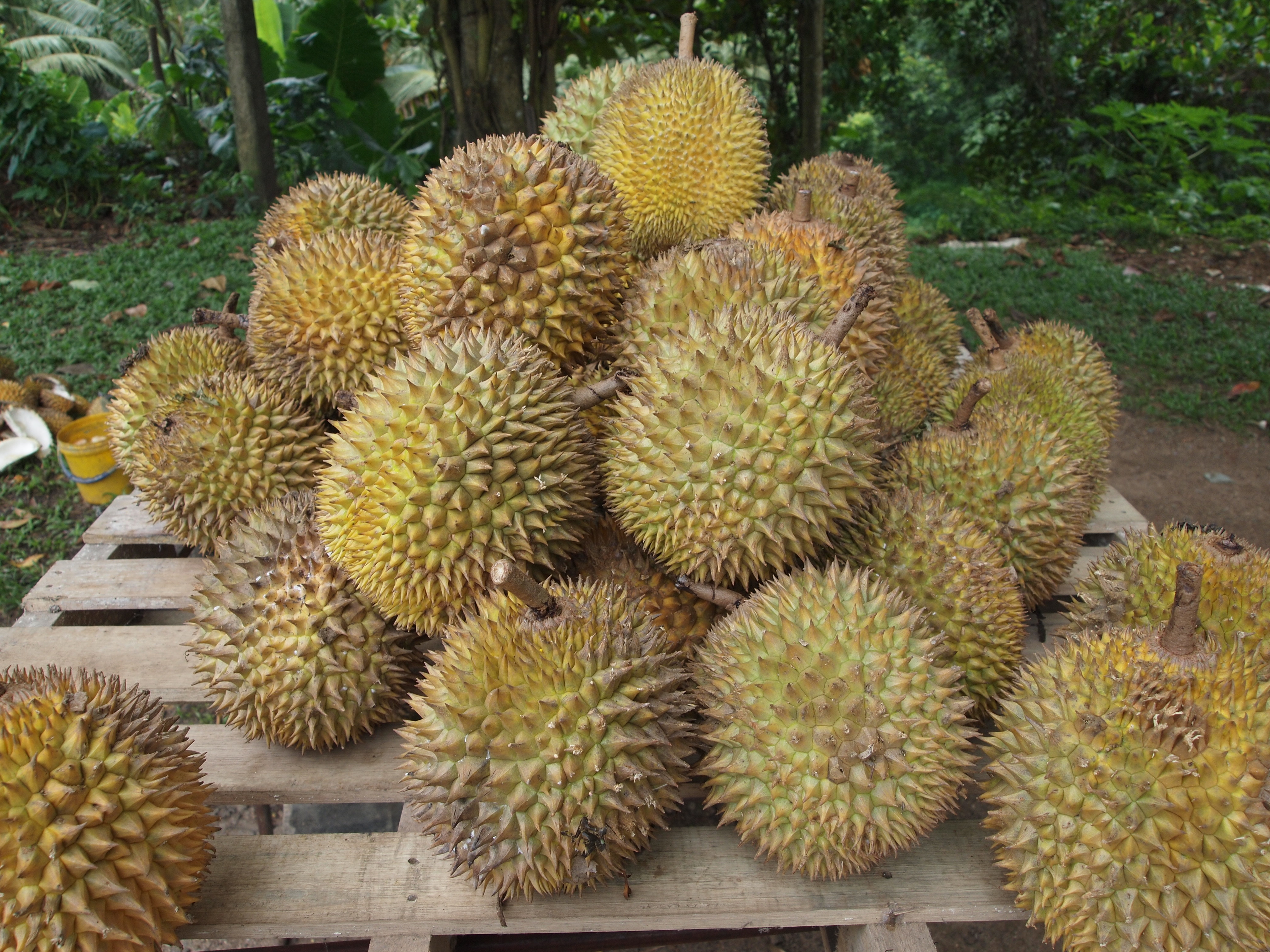
Durianfrüchte

Ethylthioacetat kommt neben vielen anderen Schwefelverbindungen in Durian-Früchen vor. Außerdem kommt es in alkoholischen Getränken wie Bier und Wein vor, wo es aus Schwefelwasserstoff entsteht, den Hefen im Gärungsprozess bilden.

## Gewinnung und Darstellung
Ethylthioacetat kann durch Reaktion von Acetylchlorid mit Ethylmercaptan gewonnen werden.

## Verwendung
Ethylthioacetat wird als Aromastoff verwendet und ist in der EU unter der FL-Nummer 12.018 für Lebensmittel allgemein zugelassen.